# Archives municipales de Limoges
Les Archives municipales de Limoges sont un service public de la ville de Limoges, qui a pour mission de collecter, conserver, classer et valoriser les archives communales.
Elles détiennent des fonds très variés :
- archives anciennes (registres consulaires, registres paroissiaux, confréries...) ;
- archives modernes (registres d’état civil, recensement de la population, délibérations du conseil municipal...) ;
- archives contemporaines (archives de la collectivité depuis la décentralisation) ;
- fonds iconographiques (plans de ville, plans de bâtiments, photos, cartes postales anciennes des fonds Paul Colmar et Geneviève Semeilhon) ;
- archives privées (archives associatives, syndicales, économiques, familiales données ou déposées par des particuliers ou des personnes morales).

Elles sont installées depuis 1977 dans l'ancien couvent des Jacobins.